# Burghill
Burghill – wieś w Anglii, w hrabstwie Herefordshire. Leży 6 km na północny zachód od miasta Hereford i 194 km na zachód od Londynu.